# Wigvorm
De wigvorm (afkomstig van wig, keg, spie) is een term die vooral bij auto's gebruikt wordt. Het betekent positieve hellingshoek
Bij een carrosserieontwerp van een auto wordt dit uitgelegd als een ontwerp waarbij de voorkant laag is en de achterkant hoog. Gevolg hiervan zijn positieve rijeigenschappen, vooral bij voorwiel aangedreven auto's, omdat dan tijdens het rijden door de toegenomen druk op de voorkant de auto meer grip krijgt en als gevolg daarvan beter kan sturen.
Een van de eerste auto's die deze vorm had, is het door Michelotti ontworpen DAF-prototype, de DAF Siluro.
In de orthopedie wordt de wigvorm ook gebruikt.